# 7th Bomb Wing

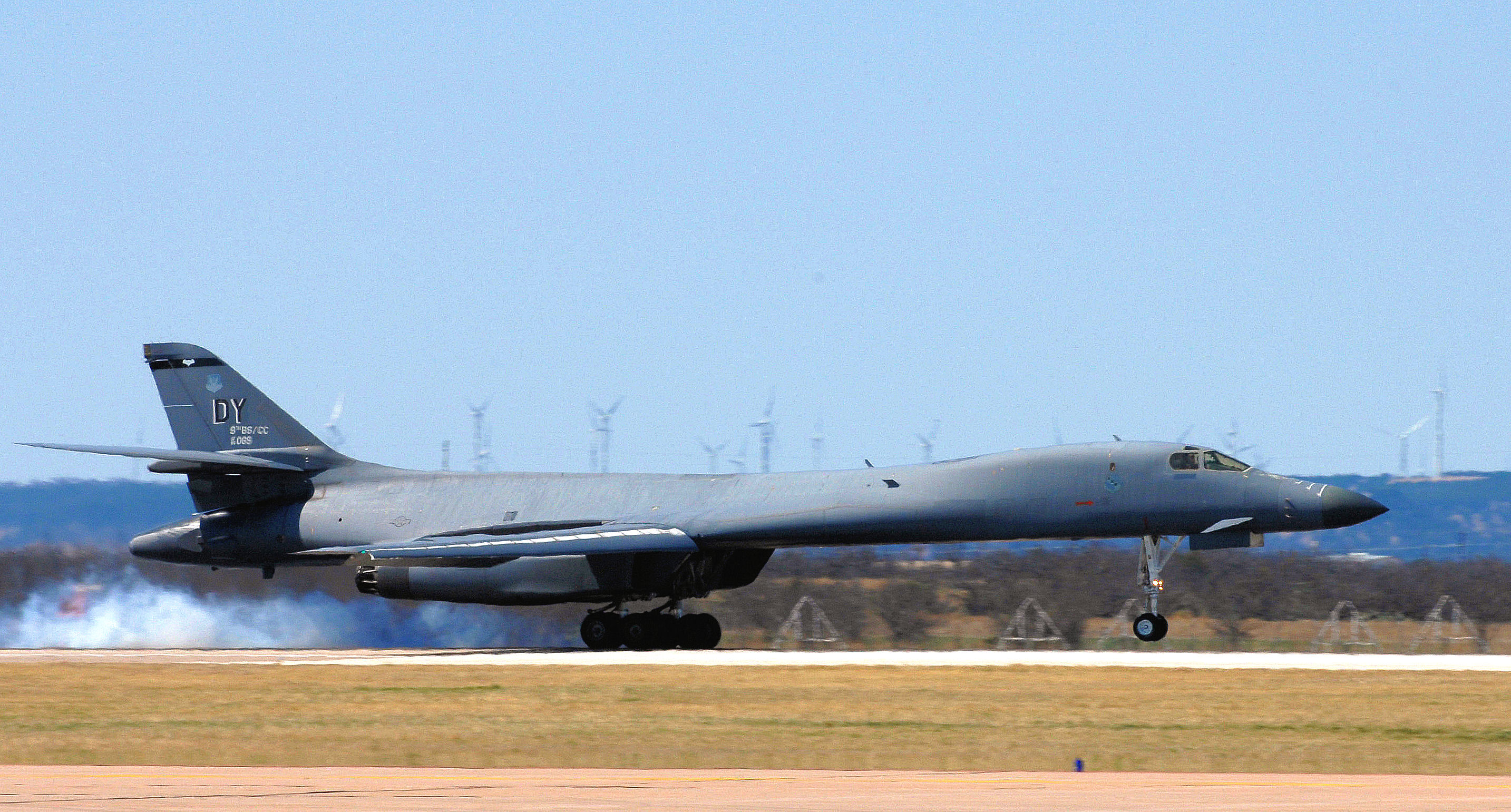
B-1B del 9th BS

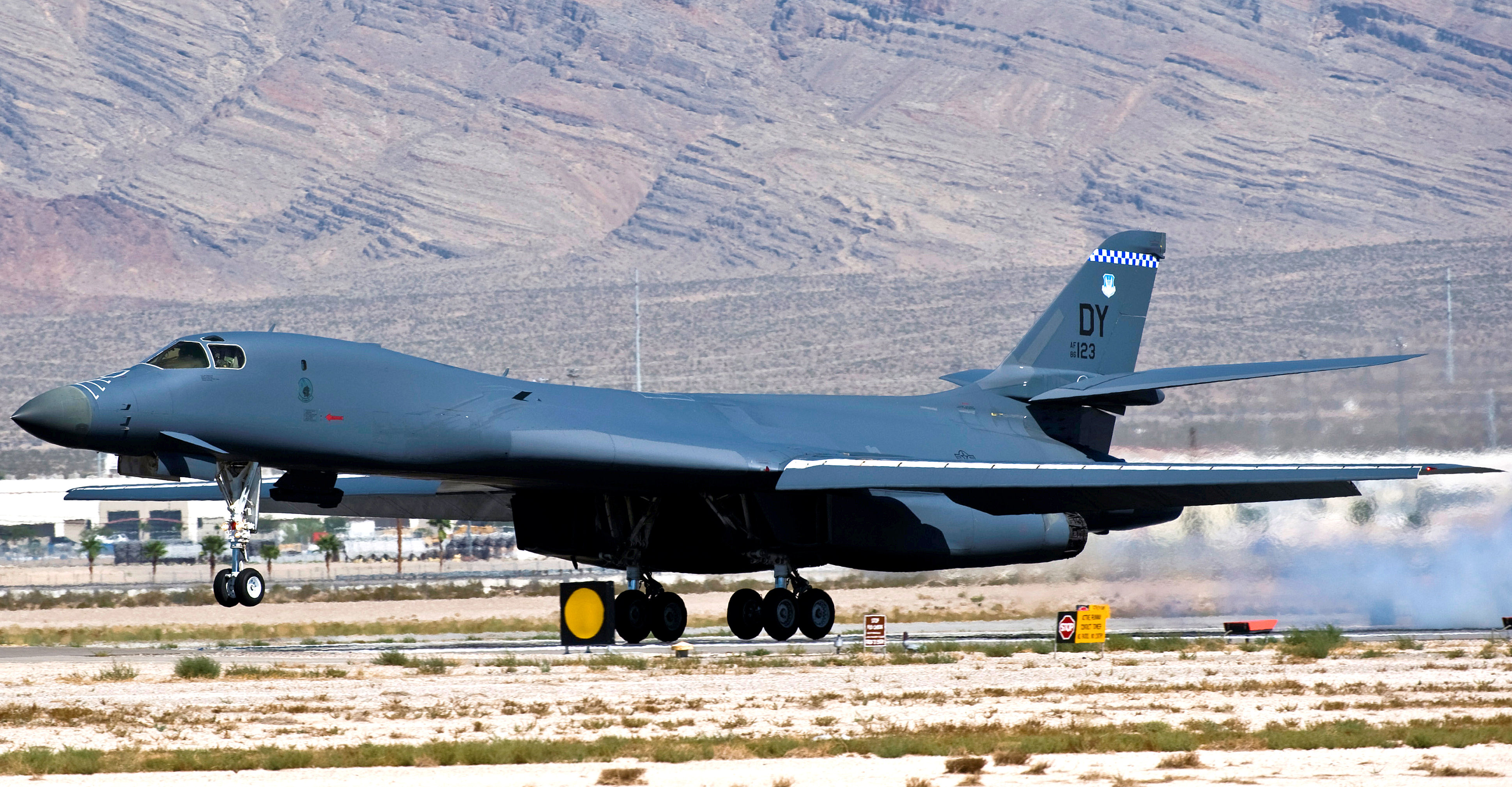
B-1B del 28th BS

Il 7th Bomb Wing è uno stormo Bombardieri dell'Air Force Global Strike Command, inquadrato nella Eighth Air Force. Il suo quartier generale è situato presso la Dyess Air Force Base, in Texas.

## Organizzazione
Attualmente, a settembre 2020, esso controlla:
- 7th Operations  Group
  - 7th Operations Support Squadron
  -  9th Bomb Squadron - Equipaggiato con 13 B-1B
All'unità è associato il 345th Bomb Squadron, 307th Bomb Wing, Barksdale Air Force Base, Louisiana, Air Force Reserve Command
  -  28th Bomb Squadron, Formal Training Unit - Equipaggiato con 20 B-1B
  - 436th Training Squadron
- 7th Maintenance Group
  - 7th Aircraft Maintenance Squadron
  - 7th Component Maintenance Squadron
  - 7th Maintenance Operations Squadron
  - 7th Munitions Squadron
- 7th Mission Support Group
  - 7th Civil Engineer Squadron
  - 7th Communications Squadron
  - 7th Contracting Squadron
  - 7th Force Support Squadron
  - 7th Logistics Readiness Squadron
- 7th Medical Group
  - 7th Medical Operations Squadron
  - 7th Medical Support Squadron
- 7th Comptroller Squadron